# Presbiterianismo no Pará
O Presbiterianismo é a terceira maior família denominacional protestante histórica no Estado do Pará (atrás dos batistas e adventistas), correspondendo a 0,15% da população do Estado. Sendo assim é o Estado com menor percentual de presbiterianos na Região Norte do Brasil.  

## História
O presbiterianismo foi estabelecido no Pará a partir de Belém por um grupo de crentes presbiterianos que vieram de outros estados em 1901. O grupo formado por presbiterianos vindo do Sudeste e Nordeste do Brasil passou a reunir-se neste ano na residência do sr. Eduardo Reis no bairro do Umarizal. 
Os membros alugaram um imóvel e entraram em contrato com Presbitério de Pernambuco que enviou os reverendos Belmiro de Araújo César e William Thompson quem organizaram a Primeira Igreja Presbiteriana de Belém em 09 de novembro de 1904. Nesta época o Missionário Reverendo Carlos Womeldorf foi o pastor. A partir de da Primeira Igreja Presbiteriana de Belém várias igrejas foram fundadas na Região Metropolitana de Belém e mais 35 municípios, como Marambaia, Guamá, Cidade Nova e Icoaraci.
Na década de 1960 a Missão Presbiteriana Norte instalou-se em Paragominas dando origem à um hospital e contribuindo para o desenvolvimento da região.

## Igreja Presbiteriana do Brasil

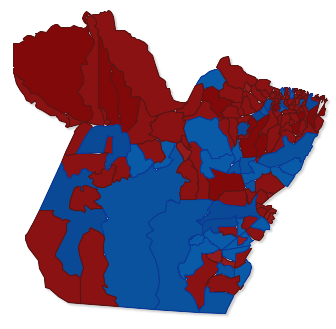
Municípios com igrejas e congregações federadas a Igreja Presbiteriana do Brasil no Pará.

A Igreja Presbiteriana do Brasil (IPB) é a maior denominação presbiteriana no Pará, com cerca de 90 igrejas e congregações.
A IPB tem dois de seus 82 sínodos no Pará, o Sínodo Tropical e o Sínodo Carajás, que juntos abrangem as igrejas de todo o Estado.
A IPB e suas igrejas federadas no Pará operam 11 instituições de ensino do Estado, dentre elas estão: Centro de Estudos John Knox e o Instituto Presbiteriano de Ensino.
A Junta de Missões Nacionais trabalha com missões no Pará nos municípios de Abaetetuba, Afuá, Cametá, Curuçá, Uruará e Castelo dos Sonhos.

## Igreja Presbiteriana Independente do Brasil
A Igreja Presbiteriana Independente do Brasil tem 3 igrejas federadas no Pará, no município de Belém, sob a jurisdição do Presbitério do Norte do Sínodo Setentrional.

## Igreja Presbiteriana Unida do Brasil
A Igreja Presbiteriana Unida do Brasil tem igrejas em Ananindeua e Belém. 

## Igreja Presbiteriana Fundamentalista do Brasil
A Igreja Presbiteriana Fundamentalista do Brasil têm uma igreja em Belém do Pará.

## Outras denominações presbiterianas
A Igreja Presbiteriana Conservadora do Brasil não têm uma igreja federadas no Pará.

## Membros notáveis
Entre os presbiterianos mais conhecidos do Pará então: 
- Hélio Gueiros. Político, foi prefeito de Belém, Deputado Estadual, Deputado Federal, Senador e Governador do Estado.